# Ацилтрансфераза

Ацетильная группа, где R — молекула, с которой группа соединена.

Ацилтрансфераза (подкласс КФ 2.3) — фермент, тип трансферазы, переносящей ацильную группу на молекулу субстрата. 
Примеры ацилтрансфераз:
- Карнитинпальмитоилтрансфераза, осуществляет перенос ацильной группы от молекулы ацил-CoA на карнитин и обратно.
- Лецитинхолестеринацилтрансфераза переносит ацильную группу жирной кислоты от фосфолипида на холестерин, образуя эфир холестерина.
- Лизофосфатидилхолинацилтрансфераза переносит ацильную группу на лизофосфатидилхолин.
- Поликетидсинтаза, одна из субъединиц этого мультиферментного комплекса является ацилтрансферазой.

## См.также
- Ацетилтрансфераза